# Encephalartos ferox
Encephalartos ferox je druh cykasu z čeledi zamiovité. Pochází z Jižní Afriky. Je známý velkými lístky a zářivě červenými šišticemi.

## Ochrana
Jedná se o chráněnou rostlinu jejíž přežití je v přírodě ohroženo. Druh Encephalartos ferox je zapsán na hlavním seznamu CITES I, který kontroluje obchod s ohroženými druhy - jak s rostlinami, tak i jejich semeny.